# Peintures murales en Loire-Atlantique
Cette liste recense les peintures murales en Loire-Atlantique, département de la région Pays de Loire, de la Bretagne historique, avec un classement non exhaustif dans l'ordre chronologique, puis alphabétique.

## IIIesiècle
- Mauves-sur-Loire : fragments d'un décor représentant un opus sectile[1].

## XIIesiècle
- Châteaubriant, église Saint-Jean-de-Béré : dans le chœur se trouvent les fragments d'un Christ en Majesté accompagné d'un Collège apostolique[2]. L'église est  Classée MH (1906).
- Le Loroux-Bottereau, église Saint-Jean-Baptiste : provenant du prieuré Saint-Laurent (détruit en 1974), des peintures représentant la Chasse de saint Gilles et le Pardon envers Charlemagne, sont aujourd'hui entreposées dans l'église. Elles semblent remonter vers 1170[2]

## XIVesiècle
- La Chapelle-Launay, abbaye Notre-Dame de Blanche-Couronne  : un enfeu est peint au XIVe siècle. Une frise d'armoiries de familles bienfaitrices de l'abbaye, se trouvant dans l'abbatiale, date de la même période[1].

## XVesiècle
- Saint-Sulpice-des-Landes, église du Vieux-Bourg : ensemble peint recouvrant tout l'édifice, avec une première campagne entre 1447 et 1456, puis une deuxième à la fin du siècle.

## XIXesiècle
- La Chapelle-Launay, abbaye Notre-Dame de Blanche-Couronne : une chapelle privée datait du XVIe siècle. La façade sud présente le blason sculpté de Jean Briçonnet, vice-chancelier de Bretagne et premier abbé commendataire. Le blason présente une crosse, qui est un marqueur de la charge d'abbé. Le peintre Jules-Élie Delaunay a peint ces armoiries dans une des salles de l'abbaye, à partir du motif sculpté[3].
- Nantes :
  - église Notre-Dame-de-Bon-Port : Henri-Pierre Picou (1824-1895) exécute les premières peintures murales dans le cul-de-four de l'abside dont La Cène, aujourd'hui recouverte d'une peinture moderne[4]. Puis lui succède Alphonse Le Hénaff (1821-1884) appelé par le curé de la paroisse, qui va de 1858 à 1860 y peindre sur le tambour de la coupole une grande frise peinte à la cire sur un fond or, représentant La Vierge Immaculée avec sept groupes de personnages de l'Ancien et du Nouveau Testaments proclamant le dogme de l'Immaculée Conception. En 1865, l'abside reçoit trois panneaux illustrant des épisodes de la Bible précurseurs de l'Eucharistie. Cette peinture murale de 1865 est  Classé MH (1975)[5]. En 1859, Antoine Chalot (né en 1825) réalise le décor peint de la chapelle de la Vierge, et en 1879 la chapelle Saint-Louis est confiée à Joseph Gouézou (1821-1880)[6] qui décora également le tympan de la porte principale du Christ consolateur en 1872 avec la technique de la fresque au silicate de potasse[7] ;
  - couvent de la Visitation : deux peintures monumentales sur plâtre situées dans les deux chapelles latérales, Le Couronnement de la Vierge et Saint François de Sales et sainte Jeanne de Chantal Esaü, réalisées en 1863-1864 par Jules-Élie Delaunay (1828-1891), œuvres  Classé MH (1983)[8] ;
  - chapelle des Dames-Réparatrices : Mater Redemptoris d' Alexis Douillard (1835-1905), composition présentée au Salon de 1887 ;
  - église Sainte-Anne : Éducation de la Sainte Vierge, fresque d'Alexis Douillard ;
  - basilique Saint-Donatien-et-Saint-Rogatien, chapelle du Sacré-Cœur : Consécration du Diocèse de Nantes au Sacré-Cœur, par monseigneur Fournier, composition d'Alexis Douillard[9].
- Paimbœuf, église Saint-Louis : Mort de saint Louis, 1878[9]. Monument  Inscrit MH (2006).

## XXesiècle
- Blain: 
  - la chapelle Saint-Roch remaniée au XIXe siècle, elle abrite une grande fresque du XXe siècle, réalisée par l'association « Château et Essor blinois » de 1990 à 1993, dans la technique « a fresco ». Une œuvre de plus de 100 m2, dont l'une des rares représentations de la Danse Macabre et d'autres scènes de la vie chrétienne avec le concours de Louis Roger.
  - la Chapelle Saint-Germain de Blain, fresque de Louis-Roger (1928-2018)
  - la Chapelle Sainte-Anne de Blain, fresque de Louis Roger
  - Stade Jean Leflour, peinture fresque par le Centre de la fresque de Blain [10]
  - Château de Blain, peintures murales a fresco[11]
- Couffé, de  1944 à 1946 décoration du chœur de l'église Saint-Pierre de Couffé[12] par Albert Lemasson et son frère Paul.
- Guémené-Penfao,  Chapelle Sainte-Anne : Lieu-Saint  ou Lessaint  au village de Tahun, à Guénouvry, statue de saint Méen. Fresques peintes en 1997 par les apprentis du Centre de la fresque de Blain sous la conduite de Louis Roger[13].
- La Haie-Fouassière, église Notre-Dame-de-l'Assomption (XIXe siècle) de (style néo-gothique) de 1927 à 1930 : décoration de l’intérieur de l’église de La Haie-Fouassière par Albert Lemasson avec son frère Paul : « Chemin de Croix », « Adoration des Mages », « Monument aux Morts de la Guerre 1914-1918 ».
- La Roche-Blanche (Loire-Atlantique). De 1933 à 1935 décoration de l'église est confiée à Albert Lemasson qui avec son frère Paul réalisent  14 tableaux représentant un « Chemin de Croix », 80x80, d’un « Saint-Michel terrassant le Dragon » (plus grand que nature), ainsi que d’une « Vie de la Vierge » en 4 tableaux (grandeur nature).
- Le Cellier, décoration en 1925 par Albert Lemasson et de son frère Paul, de la coupole de l’église Saint-Martin du Cellier  Classé MH (2008) avec une fresque représentant Saint-Martin, 
  - Décoration cette même année 1925 de la chapelle du château de Clermont par les deux mêmes peintres.
- Nantes ; Église orthodoxe Saint-Basile-de-Césarée-et-Saint-Alexis-d'Ugine, peinture a fresco, par Louis-Roger (1928-2018) et l'iconographe ukrainienne Ludmille Tichenkova.
- Saint-Mars-du-Désert;  Église Saint-Médard (1849-1870), sur la partie droite de ce triptyque monumental figure « La Passion du Christ », tandis que sur la partie gauche est représenté le « Sacrifice de la Messe », ainsi que  « La Fuite en Égypte » est l'œuvre d' Albert Lemasson, et de son frère  Paul en 1942.
- Thouaré de  1944 à 1946 : chœur de l'église de Thouaré par les frères Lemasson: Albert et Paul[12]
- Vay, chapelle Saint-Germain : les murs de la nef sont décorés par des fresques illustrant la vie de saint Germain, réalisée en 1995-1996 par le centre de fresques de Blain[14].

## XXIesiècle
- Blain, panneau fresque au stade Jean Leflour, an  2000[15]
- Nantes, île de Nantes, église Sainte-Madeleine : La Terre dans le ciel, 2021, peinture sur bardage métallique par Jean Moner, 21 × 25 m[16].

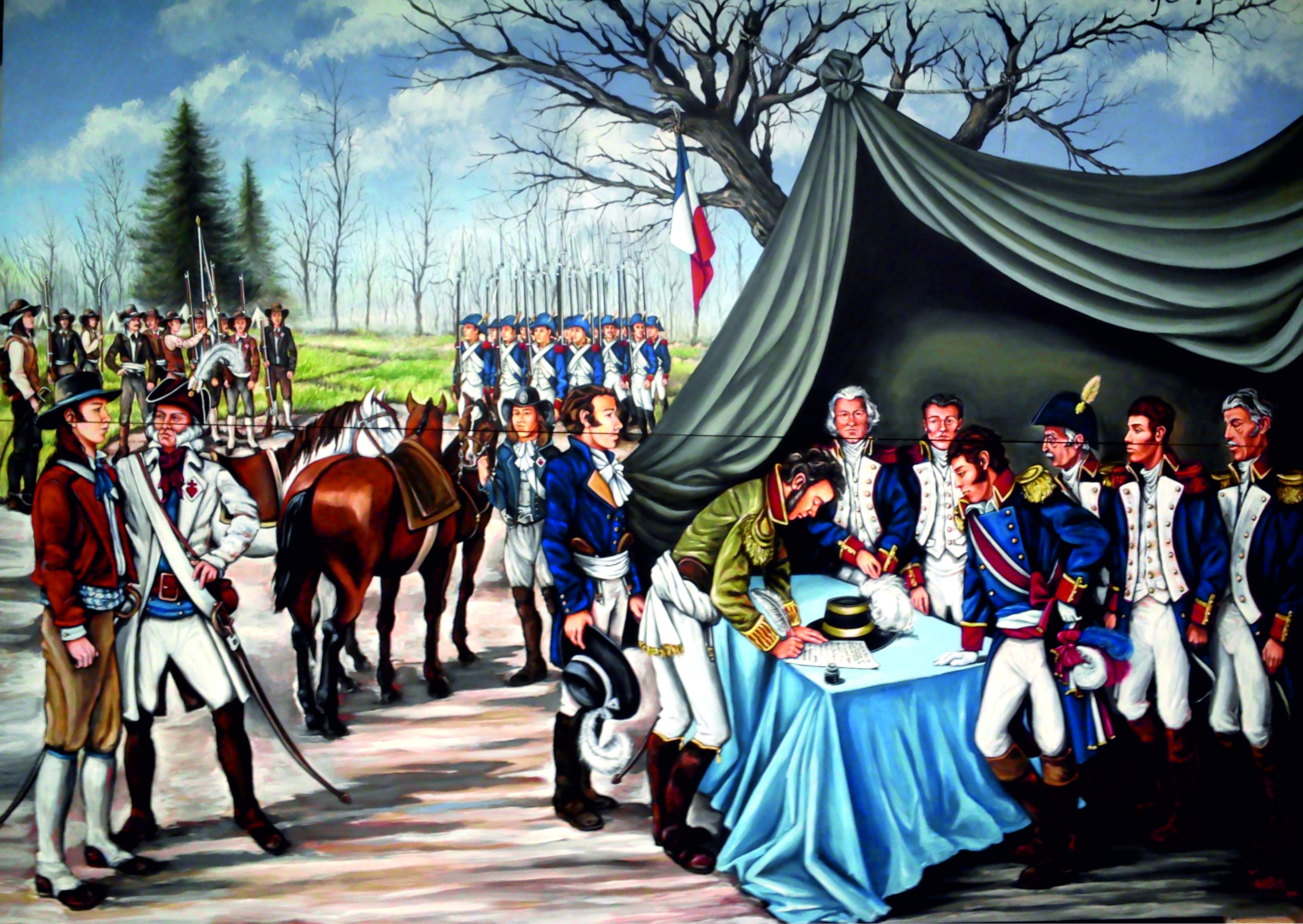
Fresque commémoratif du Traité de la Jaunaye réalisé par l'artiste Diana Taubin

- Saint-Sébastien-sur-Loire : plusieurs fresques réalisées à la demande de la municipalité par l'artiste Diana Taubin Stvolinsky[17]
- Vay, chapelle Saint-Germain : Les Compagnons de Saint-Germain, 2003, peinture murale par Alain Plesse.